# Pyrrhura griseipectus
Pyrrhura griseipectus là một loài chim trong họ Psittacidae.